# Конвой O-903
Конвой O-903 — японський конвой часів Другої світової війни, проведення якого відбувалось у жовтні 1943 року.
Конвой сформували для проведення групи суден з Рабаула (головна передова база японців на острові Нова Британія, з якої провадились операції на Соломонових островах та сході Нової Гвінеї) до Палау — важливого транспортного хабу на заході Каролінських островів.
До складу конвою увійшли транспорти «Кьоєй-Мару» (Kyoei Maru), «Такаока-Мару» та «Нанман-Мару». Ескорт складався з мисливців за підводними човнами CH-16 та CH-39.
9 жовтня 1943 року судна вийшли з Рабаула та попрямували на північний захід. Хоча у цей період конвої до чи з архіпелагу Бісмарка були об'єктами атак не лише підводних човнів, але й авіації, проте конвой O-903 зміг безперешкодно пройти по своєму маршруту та 16 жовтня 1943 року прибув до Палау.